# Jonathan Deal
Jonathan Deal é um ambientalista sul-africano. Ele recebeu o Prémio Ambiental Goldman em 2013, em particular pelos seus esforços na protecção da região de Karoo, liderando uma equipa de cientistas para antecipar os impactos ambientais da exploração planeada de possível gás na região.